# Iker Amorrortu Andrinua
Iker Amorrortu Andrinua (nascut el 17 d'octubre de 1995) és un futbolista basc que juga d'extrem dret al CD Numància.

## Carrera de club
Nascut a Guernica, Biscaia, País Basc, Amorrortu va acabar la seva formació amb el Gernika Club de la seva ciutat natal i va debutar amb l'equip de formació Urbieta FT el 2014. El 2015, després d'una sola aparició amb el primer equip, va passar al Bermeo FT de Tercera Divisió.
El juliol de 2016, Amorrortu va passar al CD Vitoria, equip de formació de la SD Eibar, també de quarta divisió. Va contribuir amb deu gols en la seva primera temporada quan el seu club va assolir l'ascens a Segona Divisió B, però va jugar pocs partits en la seva segona temporada i va passar al CD Basconia el 3 de gener de 2018.
El 23 de juliol de 2018, Amorrortu va ser cedit a la SCD Durango de tercera divisió per un any. L'1 de juliol de l'any següent, després del descens del club, va fitxar pel seu company de lliga SD Amorebieta.
El 19 de juny de 2020, Amorrortu va acordar un acord amb el CD Calahorra encara a la tercera divisió. El 8 de juliol de l'any següent va tornar a l'Amorebieta, amb el club ara a Segona Divisió.
Amorrortu va fer el seu debut professional el 14 d'agost de 2021, entrant com a substitut tardà de Gorka Guruzeta en una derrota per 0-2 fora de casa contra el Girona FC. Va marcar el seu primer gol professional el 24 d'octubre, marcant només el del seu equip en una derrota a casa per 1-2 contra la Reial Societat B.
El 22 de gener de 2022, Amorrortu va rescindir el seu contracte amb els Azules i es va incorporar al CD Numància de Segona Divisió RFEF cinc dies després.